# Альгин, Анатолий Петрович
Альгин, Анатолий Петрович (14 июня 1945, полуостров Клерка — 24 июля 2009, Санкт-Петербург) — российский (советский) философ, доктор философских наук, профессор, автор первой в СССР научной работы о природе и сущности риска «Риск и его роль в общественной жизни», опубликованной в 1989 году в издательстве «Мысль».

## Профессиональная карьера
Закончив в 1964 году Севастопольский судостроительный техникум, работал на заводе, затем служил в авиационных частях Советской армии.
В 1968 г. поступил на философский факультет Ленинградского государственного университета имени А. А. Жданова.
После окончания ЛГУ трудился на ответственных должностях в партийных органах.
С 1978 года преподавал в Ленинградской ордена Октябрьской революции Высшей партийной школе (с 1990 года преобразована в Ленинградский политологический институт, с 1991 года в Северо-Западный кадровый центр Российской академии государственной службы, с 1995 года в Северо-Западную академию государственной службы (СЗАГС), ныне — Северо-Западный институт управления — филиал РАНХиГС при Президенте Российской Федерации). В СЗАГС Анатолий Петрович работал с первого дня её существования, служил профессором кафедры философии (в звании профессора — с 1994 года). Также преподавал в Санкт-Петербургском университете в должности профессора кафедры политического управления философского факультета.
С 1977 года кандидат наук, с 1990 года доктор наук.
Стал широко известен как высококвалифицированный преподаватель и крупный ученый в новой области научных исследований — рискологии. Он автор многих монографий, учебников и статей по этой дисциплине, а также по вопросам философии и политологии. Выступил научным руководителем, оппонентом и рецензентом множества диссертаций, посвященным вопросам исследований риска.
Остается одним из ярких представителей Ленинградской (Петербургской) управленческой школы.
Умер 25 июля 2009 года в Санкт-Петербурге после продолжительной болезни.

## Работы
- Методологические проблемы критики советскими марксистами в 20-е — 30-е годы зарубежной идеалистической философии и социологии XX в. : диссертация … кандидата философских наук : 09.00.03. — Ленинград, 1977. — 176 с.
- Новаторство, инициатива, риск / А. П. Альгин — Л. : Лениздат, 1987. — 63,[1] с.; 17
- Инициатива и риск против бюрократизма / А. П. Альгин, В. А. Маслов. — М. : Знание, 1988. — 62,[2] с.; 17 см. — (10/1988).
- Риск и его роль в общественной жизни / А. П. Альгин. — М. : Мысль, 1989. — 187,[1] с.; 21 см; ISBN 5-244-00221-X: 1 р.[2]
- Риск: сущность, функции, детерминация, разновидности, методы оценки : Социально-философский анализ / А. П. Альгин: диссертация … доктора философских наук : 09.00.01. — Москва, 1990. — 350 с.[3]
- Риск: сущность, функции, детерминация, разновидности, методы оценки : (Социально-философский анализ) / А. П. Альгин: автореферат дис. … доктора философских наук : 09.00.01 / Акад. обществ. наук при ЦК КПСС. — Москва, 1990. — 40 с.[4]
- Грани экономического риска / А. П. Альгин. — М. : Знание, 1991. — 63,[1] с.; 20 см. — (Новое в жизни, науке, технике. Практика хозяйствования и управления; 1/1991).; ISBN 5-07-001846-9.
- Свет по ту сторону жизни / А. П. Альгин. — СПб. : МИФ «Радар», 1992. — 58,[3] с.; 17 см; ISBN 5-85587-001-4
- Риск в предпринимательстве : (пособие для менеджеров) / А. П. Альгин. — СПб.,1992.
- Нумерология помогает познать себя / А. П. Альгин. — СПб. : МИФ «Радар», 1993. — 48 с.; ISBN 5-85587-004-9
- Управление в ситуации риска / А. П. Альгин. — Тверь : Губернская медицина, [Сев.-Зап. акад. гос. службы, Фил. в г. Твери], 2000. — 89 с.
- Анализ, оценка и менеджмент риска / А. П. Альгин. — СПб. :Изд-во СЗАГС, 2002. — 199 с.
- Философия : Учеб.-метод. пособие / А. П. Альгин; Сев.-Зап. акад. гос. службы, Карел. фил. в г. Петрозаводске. — Петрозаводск : ПетрГУ, 2003. — 170 с.; 20 см; ISBN 5-89781-112-1
- Учебно — методический комплекс по курсу «Управление в ситуации риска» : учебное издание [брошюра] / А. П. Альгин. — СПб. :Изд-во СЗАГС, 2004. — 24 с.
- Государственная политика и управление : учебник : в 2 ч. / Л. В. Сморгунов, А. П. Альгин, И. Н. Барыгин [и др.]; под ред. Л. В. Сморгунова. — Москва : РОССПЭН, 2006- (ГУП ИПК Ульян. Дом печати). — 22 см. Ч. 1: Концепции и проблемы государственной политики и управления. — 2006 (ГУП ИПК Ульян. Дом печати). — 381, [1] с. : табл.; ISBN 5-8243-0597-8> (в пер.).
- Рискология и синергетика в системе управления : [монография] / А. П. Альгин [и др.] ; Сев.-Зап. акад. гос. службы, Карел. фил. Сев.-Зап. акад. гос. службы в г. Петрозаводске. — Петрозаводск : [б. и.], 2004 (Тип. Изд-ва ПетрГУ). — 184 с. : ил., табл.; 29 см; ISBN 5-89781-162-8 (в обл.)
- Философия : учебное пособие / А. П. Альгин. — СПб. :Изд-во СЗАГС, 2007. — 271 с.
- Философия [Текст] : учебное пособие : [учебно-методическое пособие] / А. П. Альгин; Федеральное агентство по образованию, Федеральное гос. образовательное учреждение высш. проф. образования «Северо-Западная акад. гос. службы». — Санкт-Петербург : Изд-во СЗАГС, 2007. — 270, [1] с. : табл.; 22 см; ISBN 978-5-89781-243-1